# إريك لوند
إريك لوند (بالسويدية: Erik Lund)‏ (6 نوفمبر 1988 في السويد - ) هو لاعب كرة قدم سويدي في مركز الدفاع. شارك مع منتخب السويد تحت 21 سنة لكرة القدم ومنتخب السويد لكرة القدم. أما مع النوادي، فقد لعب مع أستون فيلا ونادي أوربرو ونادي غوتبورغ ونادي ليونغسكايل وفاربرغس بويس ‏.

## وصلات خارجية
- إريك لوند على موقع اتحاد السويد (السويدية)
- إريك لوند على موقع قاعدة بيانات كرة القدم.إي يو (الإنجليزية)
- إريك لوند على موقع ناشيونال فوتبول تيمز (الإنجليزية)
- إريك لوند على موقع Soccerway.com (الإنجليزية)